# Сорока Петро Степанович
Петро Степанович Сорока (1891 — 1950) — український актор, співак і режисер галицьких театрів.

## Життєпис
Від 1914 року в театрі «Руської Бесіди» у Львові, потім — у Новому львівському театрі, від 1921-го мав власну трупу.
Від 1939 до 1941 у Театрі ім. Лесі Українки та Львівському оперному театрі (1941—1944), у якому виступав в опереті і ставив, зокрема, «Жайворонка» Франца Легара. Під час німецької окупації 1941—1944 рр. працював у тому ж театрі один рік як заступник директора, а два роки як артист-режисер.
Від 1944 до 1947 працював артистом у Театрі ім. Марії Заньковецької у Львові.
Радянські дані подають неточні дату і місце смерти Сороки — 1948, Львів, за іншими — тільки що після
Радянської анексії західноукраїнських земель його кудись заслали за його постановку «Соловки», і невдовзі після цього загинув. Тепер відомо що Петро Степанович Сорока, прибув на спецпоселення 7 листопада 1947 в Анжеро-Судженськ Кемеровської області (Росія). Там він засуджений Кемеровським обласним судом у 1949 р. на 25 років позбавлення волі за постановки «антисовєтських» п'єс і за контрреволюційну діяльність.
Витяг зі звинувачувального документа:
Предварительным и судебным следствием установлено, что Сорока в 1941 году, находясь на временно оккупированной территории немецкими войсками Украинской ССР и проживая в гор. Львове, добровольно поступил на службу к немецким оккупантам в качестве заместителя директора драматического театра, принимал участие в постановке антисоветской пьесы «Триумф прокурора Дальского» как во Львове, так и других ближайших городах, тем самым оказывал пособничество немцам и своими действиями проводил пропаганду против Советского Союза. Сорока, находясь в гор. Анжеро-Суженске, Кемеров-ской области, как спецпереселенец, на протяжении 1948 г. среди окружающих его лиц проводил котрреволюционную агитацию: клеветал на условия жизни трудящихся в СССР, высказывал пораженческие настроения в отношении СССР, одновременно восхвалял жизнь в бывшей панской Польше и в период немецкой оккупации.— Кримінальна справа Петра Сороки № Р-653 Архіву УМВСУ у Львівській області. — С. 40.
Реабілітований посмертно за Законом «Про реабілітацію жертв політичних репресій на Україні» від 17 квітня 1991 р.